# 루이스 슬로틴
루이스 알렉산더 슬로틴(영어: Louis Alexander Slotin, 1910년 12월 1일 ~ 1946년 5월 30일)은 캐나다의 물리학자이다. 맨해튼 계획의 일환으로 미국의 뉴멕시코주에 있는 로스 앨러모스 국립 연구소에서 플루토늄과 베릴륨을 합쳐서 임계 질량까지 끌어올리는 실험을 하던 중에 일어난 방사능 누출 사고로 사망하였다.

## 생애
캐나다 매니토바주의 위니펙에서 유대계 러시아인 이민자 가정에서 태어나서, 16세이던 1926에 매니토바 대학교에 입학하여 물리학을 전공하였다. 1933년에 킹스 칼리지 런던으로 진학하여 박사 학위를 취득하였다. 알베르트 아인슈타인이 보낸 편지를 계기로 1942년에 미국에서 맨해튼 계획이 실시되자, 슬로틴 또한 여기에 선발되어 미국 뉴멕시코주의 로스 앨러모스에 위치한 로스 앨러모스 국립 연구소의 연구원이 되었다. 그러던 중 1946년 5월 21일에 각각 플루토늄과 베릴륨으로 이루어진 반구를 접촉시켜서 핵분열의 임계질량을 찾아내는 실험을 하고 있었는데, 한 순간의 실수로 두 반구를 합쳐 버린 바람에 슬로틴과 그의 동료들이 막대한 방사능에 노출되었다. 그때 슬로틴은 동료들을 구하기 위해 플루토늄으로 된 위쪽 반구를 손으로 들어 떼어냈고, 이와중에 21Sv에 달하는 방사능에 노출된 탓에 그 자리에서 쓰러졌다. 슬로틴은 그 상황에서도 동료들에게 움직이지 말것을 지시하고, 슬로틴 자신의 위치를 중심으로 하는 동심원을 그려서 방사성 물질로부터의 거리와 피폭량의 상관관계를 밝혀내는 지표로 사용하도록 했다. 결국 사고가 발생한 지 9일 만이던 1946년 5월 30일에 방사능 피폭의 후유증으로 사망하였다. 로스 앨러모스 자체가 미국 정부로부터 비밀도시로 지정을 받은 곳인데다 슬로틴의 실험 자체도 군사 기밀로 분류되었으므로, 처음에는 슬로틴의 부모에게만 사고에 대한 진상이 알려져 있었으나, 이내 기밀이 해제되면서 사고 당시의 정황이 언론에 공개되었다.